# Radio Data System

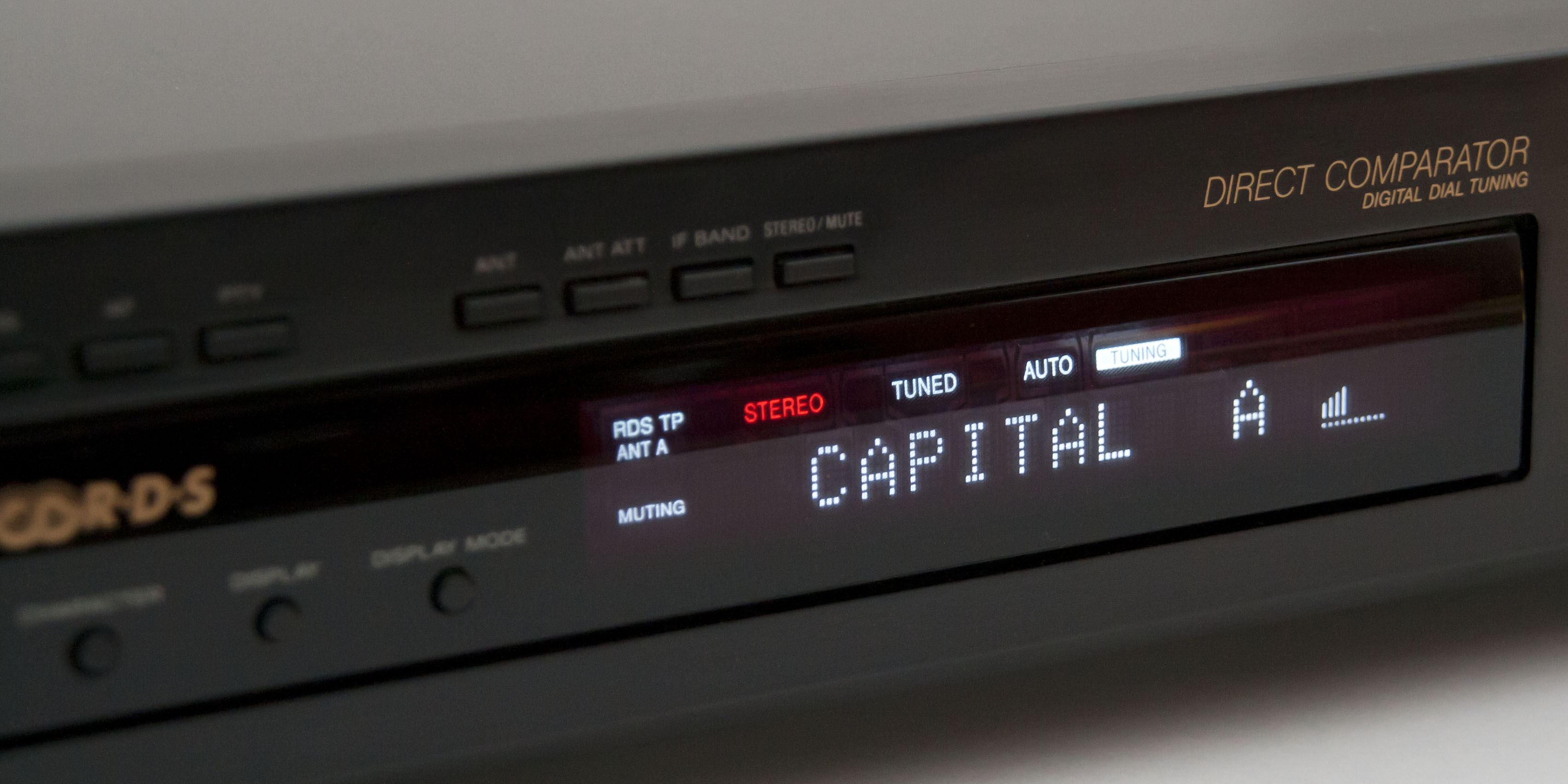
Display fluorescente su di un ricevitore FM Stereo RDS domestico degli anni novanta, riportante il nome dell'emittente.

Il Radio Data System, o RDS, è lo standard dell'Unione europea di radiodiffusione per inviare piccole quantità di informazioni digitali usando la tradizionale trasmissione radio FM. Fu introdotto in tutto il mondo nel 1992.
Il sistema RDS permette di inviare diversi tipi di informazioni tra cui l'identificativo della stazione radio. Con il sistema RDS si inviano dati a 1187,5 bit al secondo.

## Storia
L'Institut für Rundfunktechnik (IRT) nell'ambito dell'organizzazione Unione europea di radiodiffusione sviluppò il sistema Radio Data Systems (RDS), in lingua tedesca Radiodatensystem. Fu basato sul sistema già in uso in Germania Autofahrer-Rundfunk-Informationssystem (ARI) sempre dell'Institut für Rundfunktechnik e del costruttore Blaupunkt. Il sistema ARI usa una sottoportante a 57 kHz per le informazioni in FM.
La prima trasmissione avvenne nel 1983 in gamma VHF dalla Bayerischen Rundfunk. Il direttore tecnico Frank Müller-Römer, ne decise lo sviluppo. La sperimentazione del RDS iniziò nel 1984, e introdotto ufficialmente il 1º aprile 1988.
Il Radiodatensystem è normato dalla DIN EN 62106. L'ultima versione è la EN 62106:2010-07 (dt. Version). Dal 1993 il RDS-Forum (Genf) gestisce gli standard EBU.
La prima autoradio con RDS fu su una Volvo 760 come opzionale tipo SR-701.
Il 9 giugno 2015 durante l'annuale ritrovo a Glion viene presentato lo standard RDS2. Lo standard verrà elaborato con i colleghi statunitensi del NRSC RBDS Subcommittee e utilizzato a livello mondiale. Lo standard RDS2 viene nel 2017 normato come IEC 62106 Edizione 4.

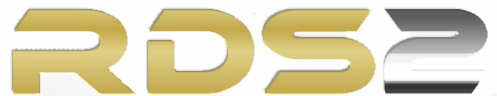
RDS2 Logo

Con il termine RDS viene designato il protocollo nato nel 1984 e fino al 2016 attivo. 
RDS e RDS2 presentano bit rate di 1.187,5 Bit al secondo e 4.750 Bit al secondo rispettivamente.

## Nuova struttura IEC 62106 Edizione 4 2017
RADIO DATA SYSTEM (RDS)–VHF/FM SOUND BROADCASTING IN THE FREQUENCY RANGE FROM 64,0 MHz TO 108,0 MHz
- Part 1: RDS system: Modulation characteristics and baseband coding
- Part 2: RDS message format, coding and definition of RDS features
- Part 3: Coding and registration of Open Data Applications ODAs
- Part 4: Registered code tables
- Part 5: Marking of RDS and RDS2 devices
- Part 6: Compilation of technical specifications for Open Data Applications in the public domain
- Part 7: RBDS
- Part 8: Universal Encoder Communication Protocol UECP

Note su
- P7: RBDS è solo la differenza tra RDS e RBDS.
- P8: UECP altro standard, ora introdotto dal IEC 62106. RDS2 inizia con la versione 8.0

Versioni fino a 7.x appartengono ai vecchi sistemi come 1 Träger RDS. (57kHz - Stream 0))

## Contenuti
Le seguenti informazioni sono normalmente inviate tramite il sistema RDS
- AF, Alternate frequencies. Questo servizio permette all'apparato ricevente di sintonizzarsi su una frequenza alternativa nel momento in cui il segnale diventa troppo debole. Questa funzione è molto utilizzata nelle radio oggigiorno.
- CT, Clock Time. Permette di ricevere un segnale orario per impostare un eventuale orologio di una radio.
- EON, Enhanced Other Networks. Permette di monitorare altre stazioni radio alla ricerca di informazioni sul traffico.
- PI, Program Identification. Questo è un codice univoco che identifica la stazione radio.
- PS, Programme Service. Sono otto caratteri usati, solitamente, per inviare il nome della radio.
- PTY, Program Type. Codifica la tipologia di contenuti trasmessi dalla stazione; con i codici riportati sotto, come per esempio (in Europa): PTY1 News, PTY6 Drama, PTY11 Rock music – Permette agli utenti di cercare una stazione per tipo di contenuti trasmessi. PTY31 sembra essere usato per casi di emergenza o calamità naturali.[senza fonte]
- REG, Regional links. Indica che la stazione radio non è a diffusione nazionale bensì per una specifica parte del territorio
- RT, Radio Text, Radiotekst. Permette di inviare testo libero dalle radio come, ad esempio, l'autore ed il titolo del brano in onda.
- TA, TP, Travel Announcements, Traffic Programme. Sono funzioni che permettono di cambiare stazione non appena altre radio trasmettono informazioni sul traffico.
- TMC, Traffic Message Channel.

## Tabella dei codici PTY
La tabella seguente elenca i tipi di programma usati dal PTY ed i loro rispettivi codici:
| Codice PTY | Tipo di programma RDS (UE) | Tipo di programma RDBS (USA) |
| ---------- | -------------------------- | ---------------------------- |
| 0          | Nessun tipo/indefinito     | Nessun tipo/indefinito       |
| 1          | News                       | News                         |
| 2          | Affari corrent             | Informazione                 |
| 3          | Informazione               | Sport                        |
| 4          | Sport                      | Discussione                  |
| 5          | Educazione                 | Rock                         |
| 6          | Teatro                     | Rock classico                |
| 7          | Cultura                    | Adult Hits                   |
| 8          | Scienza                    | Soft Rock                    |
| 9          | Varie                      | Top 40                       |
| 10         | Musica pop                 | Country                      |
| 11         | Musica rock                | Oldies                       |
| 12         | Easy Listening             | Soft                         |
| 13         | Light classical            | Nostalgia                    |
| 14         | Serious classical          | Jazz                         |
| 15         | Altri generi               | Classica                     |
| 16         | Meteo                      | Rhythm e Blues               |
| 17         | Finanza                    | Soft Rhythm e Blues          |
| 18         | Programmi per bambini      | Lingua                       |
| 19         | Affari sociali             | Musica religiosa             |
| 20         | Religione                  | Discussione religiosa        |
| 21         | Telefonate in diretta      | Personality                  |
| 22         | Viaggi                     | Public                       |
| 23         | Leisure                    | College                      |
| 24         | Musica Jazz                | non assegnato                |
| 25         | Musica country             | non assegnato                |
| 26         | Musica nazionale           | non assegnato                |
| 27         | Oldies Music               | non assegnato                |
| 28         | Musica folk                | non assegnato                |
| 29         | Documentari                | Meteo                        |
| 30         | Allarme (test)             | Emergenza (test)             |
| 31         | Allarme                    | Emergenza                    |

## Supporto all'RDS
La maggior parte delle autoradio supportano AF, EON, REG, PS e TA/TP, ed i modelli più costosi anche TMC ed RT.
I sistemi hi-fi casalinghi, invece, solitamente supportano solo PS, RT e PTY.